# (466765) 2015 AR151
(466765) 2015 AR151 es un asteroide perteneciente al cinturón de asteroides, descubierto el 8 de enero de 2010 por el equipo Spacewatch desde el Observatorio Nacional de Kitt Peak (Arizona, Estados Unidos).